# Jolly (familie)

Jolly is een Belgische adellijke familie.

## Geschiedenis
De familie Jolly stamt af van Alexandre Jolly (†1783), afkomstig uit Londen. Hij trouwde met Marie-Françoise Moroy (1736-1781). Ze waren de ouders van Hubert Jolly (1768-1858).
Verschillende leden van de familie werden in de Belgische adel opgenomen:
- In 1846 werd André Jolly opgenomen in de erfelijke adel met de titel baron, overdraagbaar bij eerstgeboorte.
- In 1856 werd de titel van baron uitgebreid op diens jongste zoon, Ferdinand Jolly.
- In 1890 ontving baron Ferdinand Jolly de titel burggraaf, overdraagbaar bij eerstgeboorte.
- In 1957 ontvingen jhr. Alain Jolly en jhr. Réginald Jolly de persoonlijke titel burggraaf.

## Genealogie
- Hubert Jolly (1768-1858), stafhouder van de balie van Brussel, trouwde in 1798 met Annette van Gaver.
  - André Jolly (1799-1883), ingenieur, luitenant-generaal, lid van het Voorlopig Bewind en cartograaf, trouwde in 1823 in Dendermonde met Elisabeth Armytage (1803-1869). Ze kregen twee zoons.
    - Oscar Jolly (1824-1902), generaal-majoor en senator, trouwde in 1871 in Antwerpen met Clara van der Beken Pasteel (1844-1903), dochter van jhr. Pierre-François van der Beken Pasteel, advocaat en burgemeester van Oud-Turnhout. Ze kregen een zoon en een dochter.
      - Édouard Jolly (1875-1956), trouwde in 1909 in Kaapstad met Maude Hare (1883-1949). Ze kregen een zoon en drie dochters.

    - Ferdinand Jolly (1825-1893), luitenant-generaal, vleugeladjudant van koning Leopold II en burgemeester van Heikruis, trouwde in 1860 in Brussel met burggravin Marie de Nieulant et de Pottelsberghe (1833-1893). Ze kregen een zoon en een dochter.
      - Émérence Jolly (1870-1955), trouwde in 1890 in Brussel met Georges t'Serstevens (1859-1890), gemeenteraadslid van Itter, zoon van Léon t'Serstevens, volksvertegenwoordiger.
      - Hubert Jolly (1871-1940), luitenant-generaal en vleugeladjudant van koning Albert I, trouwde in 1896 in Marchovelette met Louise de Gaiffier d'Hestroy (1875-1943), kleindochter van Gustave Bosquet. Ze kregen een zoon en een dochter.
        - Marie-Anne Jolly (1897-1988), trouwde in 1920 in Brussel met graaf Jean (John) de Lichtervelde (1893-1945), zoon van graaf Gaston de Lichtervelde, burgemeester van Gages. Ze kregen drie zoons, met afstammelingen tot heden. Jean en twee zoons overleden op 31 januari 1945 in het concentratiekamp van Sonnenburg.
        - Ferdinand Jolly (1898-1932), cavalerieluitenant, trouwde in 1924 in Itter met Émilie de Géradon (1902-1986), dochter van Ernest de Géradon, cavalerieofficier, lid van het Geheim Leger en burgemeester van Couthuin, en nicht van graaf Philippe Lippens en graaf Léon Lippens. Ze kregen drie zoons. Hij werd in 1926 door zijn tante Alexandrine Jolly (1868-1942) geadopteerd en heette voortaan Jolly-Jolly.
          - Hubert Jolly (1925-2020), reduceerde in 1945 voor zichzelf en zijn afstammelingen zijn naam tot Jolly. Hij trouwde in 1951 in Bandundu met Michelle Houtart (1927-1984), dochter van baron Albert Houtart, gouverneur van Brabant, en hertrouwde in 1985 in Itter met Marie-Louise van de Vyvere (1929-2018), kleindochter van burggraaf Aloys Van de Vyvere. Beide huwelijken bleven kinderloos.
          - Alain Jolly (1927-2006), bestuurder van de Tiense Suikerraffinaderij, trouwde in 1952 in Kraainem met Isabelle Ullens de Schooten Whettnall (1930-2015), dochter van jhr. Jean Ullens de Schooten Whettnall, buitengewoon gezant en gevolmachtigd minister, zus van baron Guy Ullens de Schooten Whettnall, en kleindochter van jhr. Charles Ullens en Frantz Wittouck. Ze kregen drie zoons en twee dochters.
          - Réginald Jolly (1928-2003), voorzitter van de Belgische Liga tegen Doofheid, trouwde in 1958 in Etterbeek met Isabelle Nève de Mévergnies (°1926). Ze kregen een zoon en een dochter.